# Martina Priessner

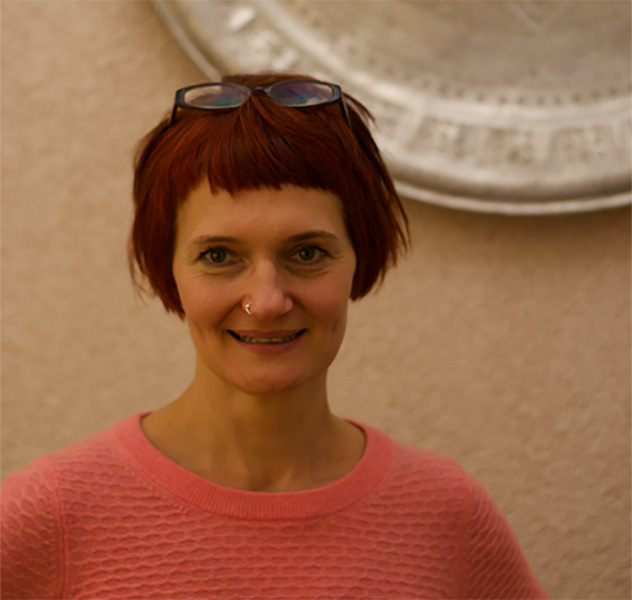
Martina Priessner

Martina Priessner (* 1969) ist eine deutsche Regisseurin und Drehbuchautorin von Dokumentarfilmen.

## Karriere
Priessner lebt in Berlin und Istanbul und arbeitet zur Deutsch-Türkischen Migration. 2004 organisierte und kuratierte sie den Filmworkshop Europe in Motion: Moving Images, Shifting Perspectives in Transcultural Cinema in Berlin. Von 2008 bis 2010 arbeitete sie am Ballhaus Naunynstraße in Berlin als Dramaturgin und Kuratorin. In dieser Zeit kuratierte sie u. a. den Theaterparcours Kahvehane - Turkish Delight, German Fright? Anatolische Kaffeehäuser in Kreuzberg und Neukölln. Sie hat Stipendien von Nipkow und der Kulturakademie Tarabya erhalten. Im Jahr 2010 realisierte sie den Dokumentarfilm Wir sitzen im Süden, der für den Grimme-Preis nominiert wurde.
Im Jahr 2013 entstand der Found Footage Film Everyday I’m çapuling über die Gezi-Park-Proteste in Istanbul. Von September 2014 bis August 2015 realisierte sie als IPC-Mercator Fellow am Istanbul Policy Center den Film 650 Wörter zu Sprache und Migration. Ihr Film Die Wächterin, ein Porträt über eine syrisch-orthodoxe Nonne im Südosten der Türkei, feierte seine Premiere bei DOK Leipzig 2020 im deutschen Wettbewerb. Er wurde mit dem Dokumentarfilmpreis des Goethe-Instituts ausgezeichnet. Im Jahr 2024 drehte sie den Dokumentarfilm Die Möllner Briefe, der bei der Berlinale 2025 in der Kategorie Panorama Dokumente seine Premiere feierte und mit dem Amnesty-Filmpreis  und dem Panorama Publikumspreis ausgezeichnet wurde.

## Filmografie
- 2005: Die Rasur zusammen mit Tunçay Kulaoğlu
- 2008: Die sechs Tage von Adem und Eva zusammen mit Tunçay Kulaoğlu
- 2010: Wir sitzen im Süden - Dokumentarfilm Das kleine Fernsehspiel/ZDF
- 2013: Everyday I´m capuling - Found-Footage Film, 60 Min.
- 2015: 650 Wörter – Dokumentarfilm, 45 Min.
- 2020: Die Wächterin – Dokumentarfilm, 88 Min. - Dok Leipzig 2020
- 2025: Die Möllner Briefe

## Auszeichnungen
- 2011: Nominierung für den Grimme-Preis
- 2020: Dokumentarfilmpreis des Goethe-Instituts
- 2025: Berlinale Panorama Publikumspreis
- 2025: Amnesty-Filmpreis der Berlinale
- 2025: Roman Brodmann Preis[12]

## Stipendien
- 2010: NIPKOW-Stipendium[3]
- 2012/13: Kulturakademie Tarabya[13] Istanbul
- 2014/15: Mercator-IPC Fellowship, Istanbul